# Ельдарська сосна (заповідник)

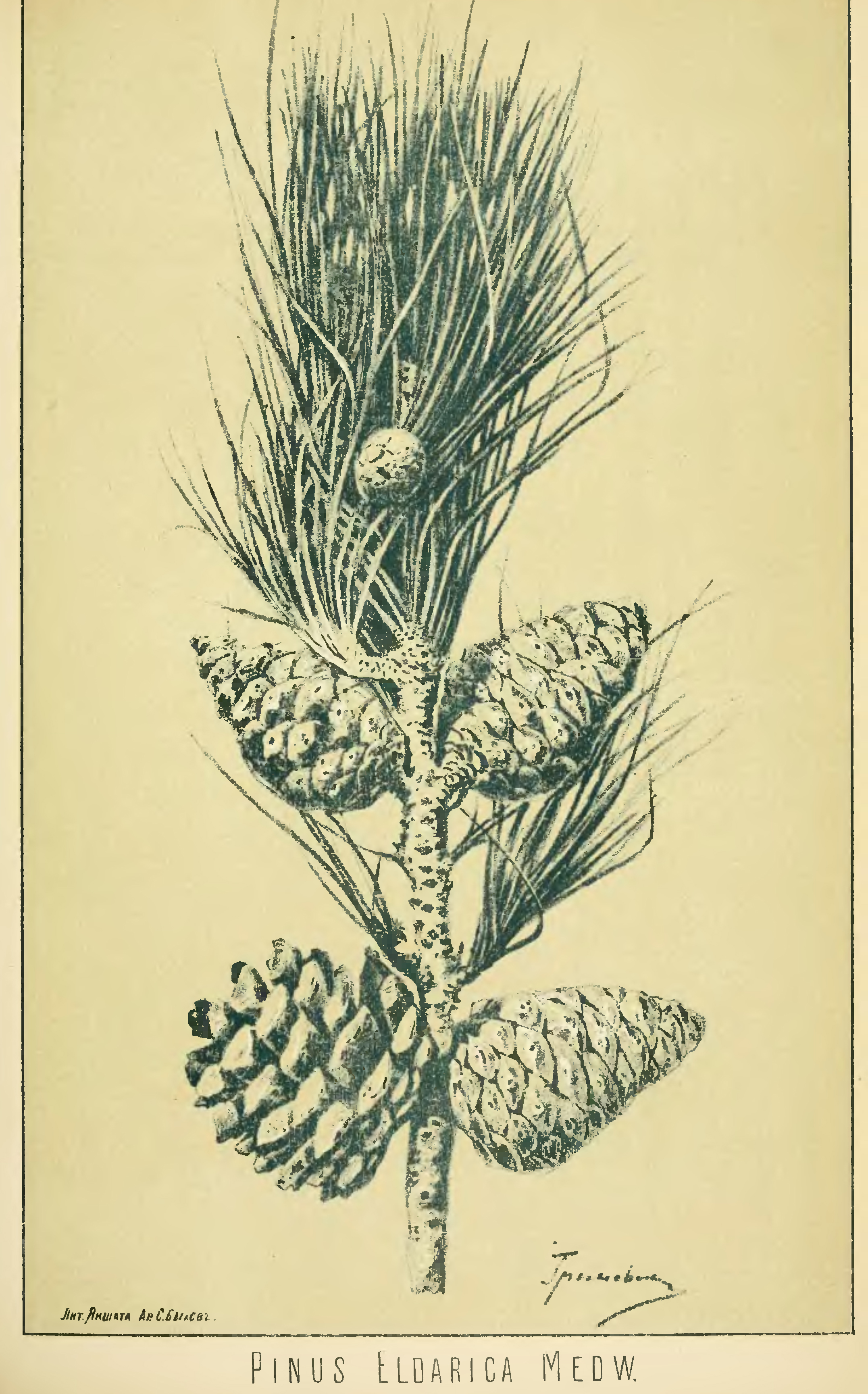
Зображення Ельдарської сосни, яка є головним деревом однойменного заповідника.

Заповідник «Ельдарська сосна» був заснований в 2004 році на 1,686 га адміністративної площі Самухського району Азербайджану. Створений заповідник раніше був філіалом Гей-гельського заповідника, а тепер вони межують між собою та розділені природним кряжем на кордоні з Грузією.

## Мета створення
Мета створення заповідника — збереження та захист природного стану лісів ельдарської сосни та ялівця вздовж Еллароґлійського хребта, що є унікальною у світі батьківщиною природних комплексів та об'єктів (для ялівця, жуйного дерева та ін.). Цей вид сосни є рідкісним та ендемічним видом. Ельдарська сосна, поширена в Середній Азії та у Східній Європі була вперше вивчена ще в 1901 році відомим російським вченим Сергієм Медведевим.

## Історія
Гай ельдарської сосни площею 300 гектарів у 1961 році ввійшов до складу Тур'янчайського державного заповідника, а з 1967 року — діяв як філіал Гей-гельського державного заповідника. В теперішній час територія заповідника «Ельдарська сосна» становить 1,686 гектарів. Зараз державний заповідник «Ельдарська сосна» володіє статусом охоронної та науково-дослідницької установи.

## Опис
Тут ліси в основному складаються з таких дерев та чагарників, як ельдарська сосна, ялівець, поганки, жимолость, гранат, ефедра, барбарис, солянка, держидерево, заяче яблуко. Вік ельдарських сосен налічує 100—120 років, висота 2-6 м, Діаметр 10-28 см. Ельдарська сосна занесена до Червоної книги Азербайджанської Республіки.
Тваринний світ території небагатий. Переважним видом серед ссавців є лише зайці, а серед птахів — куріпка.

## Розширення та вдосконалення заповідника
28 грудня 2006 року Міністр екології та Природних Ресурсів Азербайджану Хусейн Багіров оголосив про розширення території заповідника «Ельдарська сосна». Міністр сказав, що було запущено проект щодо збільшення території заповідника. Основна ціль проекту — захист рідкісних дерев у природі, зокрема, Ельдарської сосни, яка може бути знайдена тільки в цьому регіоні.